# Longsight
Longsight är en stadsdel i Manchester i distriktet City of Manchester i grevskapet Greater Manchester, England, Storbritannien.  Antalet invånare är 16 007. Närmaste större samhälle är Manchester, 3,5 km nordväst om Longsight. 